# Vasember és szupercsapata
A Vasember és szupercsapata (eredeti cím: Iron Man and His Awesome Friends) 2025-től sugárzott amerikai–kanadai 3D-s számítógépes animációs oktató sorozat, amelyet Sean Coyle alkotott.
Az Amerikai Egyesült Államokban 2025. augusztus 11-én a Disney Jr., Magyarországon 2025. augusztus 12-én a Disney+ mutatta be.

## Ismertető
Tony Stark / Vasember, Riri Williams / Vasszív és Amadeus Cho / Vas Hulk izgalmas kalandokba keverednek. A három legjobb barát és zseniális fiatal elme összefog, hogy megoldja a kisebb-nagyobb problémákat, miközben megvédi városát a veszélytől. Mindegyikük saját, egyedi Vasruhát visel, amely lehetővé teszi számukra a repülést, emberfeletti erőt ad, és minden szükséges eszközt biztosít ahhoz, hogy megmentsék a napot.

## Szereplők

### Főszereplők
| Szereplő                | Eredeti hang    | Magyar hang     | Leírás                                                                          |
| ----------------------- | --------------- | --------------- | ------------------------------------------------------------------------------- |
| Tony Stark / Vasember   | Mason Blomberg  | Plesznivy Álmos | A Vasbarátok vezetője. Ő a csapat feltalálója.                                  |
| Riri Williams / Vasszív | Kapri Ladd      | Stern Sára      | A Vasbarátok tagja.                                                             |
| Amadeus Cho / Vas Hulk  | Aidyn Ahn       | Endrődy Regő    | A Vasbarátok tagja. Páncélja emberfeletti erőt biztosít számára.                |
| Gamma                   | Fred Tatasciore | Eredeti hang    | Amadeus Cho kutyája, akinek saját páncélja van, és a jobb mellső lába protézis. |

### Mellékszereplők
| Szereplő                      | Eredeti hang          | Magyar hang     | Leírás |
| ----------------------------- | --------------------- | --------------- | --- |
| Vízió                         | David Kaye            | Kárpáti Levente | A Vasbarátok android szövetségese. |
| Sam Wilson / Amerika kapitány | Hero Hunter           | Tereczi Dániel  | Hazafias szuperhős. |
| T'Challa / Fekete Párduc      | Cruz Flateau          | Vizler Deján    | Wakanda uralkodója. |
| Anya Corazon / Vaspók         | Lena Josephine Marano | Farkas Lilien   | Páncélos, pók-témájú szuperhős. |
| Ultron                        | Tony Hale             | Hám Bertalan    | Gonosz robot. Egy repülő robotautót használ közlekedési eszközként.                                                                           |
| Elnyelő Ember                 | Talon Warburton       | Bordás János    | Szupergonosz, aki képes bárminek a tulajdonságait magába szívni. A jobb karján egy eszközt visel, amely egy behúzható rombológolyót tartalmaz |
| Swarm                         | Vanessa Bayer         | Tamási Nikolett | Női szupergonosz, aki rovar-tematikájú páncélt visel, és egy Zzeptert forgat fegyverként                                                      |
| Howard Stark                  | John Stamos           | Welker Gábor    | Tony Stark apja. |

### Magyar változat
- Felolvasó: Galambos Péter
- Magyar szöveg: Jánosi Emese
- Hangmérnök: Lipics Bálint, Bokk Tamás
- Vágó: Bauer Zoltán
- Gyártásvezető: Kablay Luca
- Szinkronrendező: Stern Dániel
- Produkciós vezető: Szegedi-Kiss Patrik

A szinkront az Iyuno Hungary készítette.

## Epizódok
| #   | #   | Eredeti cím                           | Magyar cím                         | Rendezte        | Írta                 | Eredeti premier      | Magyar premier      |
| --- | --- | ------------------------------------- | ---------------------------------- | --------------- | -------------------- | -------------------- | ------------------- |
| 55. | 1.  | Enter the Iron Friends                | Helló Vasbarátok                   | Michael Dowding | James Eason-Garcia   | 2025. augusztus 11.  | 2025. augusztus 12. |
| 55. | 1.  | Amadeus Cho's Eggcellent Eggventure!  | Amadeus Cho totál tojásos kalandja | Michael Dowding | Sean Coyle           | 2025. augusztus 11.  | 2025. augusztus 12. |
| 56. | 2.  | Great Expo-tations                    | A nagy ultra expo                  | Michael Dowding | Joe Morgan           | 2025. augusztus 12.  | 2025. augusztus 12. |
| 56. | 2.  | Bouncy Boots                          | Ugrócsizma                         | Michael Dowding | Leanna Dindal        | 2025. augusztus 12.  | 2025. augusztus 12. |
| 57. | 3.  | Totally Awesome Beach Day             | Totál király nap a strandon        | Michael Dowding | Leanna Dindal        | 2025. augusztus 13.  | 2025. augusztus 12. |
| 57. | 3.  | Swarm Stinks it Up                    | Nagy bűztámadás                    | Michael Dowding | Marty Isenberg       | 2025. augusztus 13.  | 2025. augusztus 12. |
| 58. | 4.  | The Ultron Song                       | Az Ultron dal                      | Michael Dowding | Joe Morgan           | 2025. augusztus 14.  | 2025. augusztus 12. |
| 58. | 4.  | Black Panther and the Bot             | Fekete Párduc és a Robot           | Michael Dowding | Leanna Dindal        | 2025. augusztus 14.  | 2025. augusztus 12. |
| 59. | 5.  | Captain America Goes Fast             | Amerika Kapitány túl gyors         | Michael Dowding | Neyah Barbee         | 2025. augusztus 15.  | 2025. augusztus 12. |
| 59. | 5.  | Ironheart's Awesome Playground        | Vasszív csodás játszótere          | Michael Dowding | Michael Olmo         | 2025. augusztus 15.  | 2025. augusztus 12. |
| 60. | 6.  | Tony and the Rolling Stones           | Tony és a guruló sziklák           | Michael Dowding | Joe Morgan           | 2025. augusztus 22.  | 2025. augusztus 12. |
| 60. | 6.  | Ironheart's Muddy Adventure           | Vasszív sáros kalandja             | Michael Dowding | Asha Bynum           | 2025. augusztus 22.  | 2025. augusztus 12. |
| 61. | 7.  | Welcome to Wakanda                    | Üdv Wakandában                     | Michael Dowding | Neyah Barbee         | 2025. szeptember 5.  | 2025. augusztus 12. |
| 61. | 7.  | Puppy Dog Fun                         | Kutyusos móka                      | Michael Dowding | Marcial Rios Salcido | 2025. szeptember 5.  | 2025. augusztus 12. |
| 62. | 8.  | Ironheart's Baseball Blast            |                                    | Michael Dowding | Joe Morgan           | 2025. szeptember 12. |                     |
| 62. | 8.  | Swarm the IQ                          |                                    | Michael Dowding | Leanna Dindal        | 2025. szeptember 12. |                     |
| 63. | 9.  | Iron Friends Trick or Treats!         | Vasbarátok Halloweenja             | Michael Dowding | Michael Olmo         | 2025. szeptember 29. |                     |
| 63. | 9.  | Leaping Into Fall                     | Sütőtök fesztivál                  | Michael Dowding | Neyah Barbee         | 2025. szeptember 29. |                     |
| 64. | 10. | Special Delivery for the Iron Friends | A Vasbarátok különleges küldeménye | Michael Dowding | Neyah Barbee         |                      |                     |
| 64. | 10. | The Fix-It Bot Fiasco                 | A szerelrobo fiaskó'               | Michael Dowding | Joe Morgan           |                      |                     |

## A sorozat készítése
2024. október 15-én a Marvel Studios Animation és a Disney Jr. bejelentette a Vasember és szupercsapata című óvodás animációs sorozatot, amely Vasemberen alapul és az Atomic Cartoons közreműködésével készül. A sorozat a Marvel Studios kezdeményezésének része, amelynek célja, hogy a Marvel-karaktereket a fiatalabb közönség számára is bemutassa. Harrison Wilcox és Sean Coyle lett a sorozat vezető producere, James Eason-Garcia társ-vezető producer, míg Michael Dowding a sorozat rendezője. Coyle a sorozat showrunnere is egyben.

### Szereplőválogatás
A sorozat bejelentésével egy időben Mason Blomberg, Kapri Ladd és Aidyn Ahn kapták meg Tony Stark / Vasember, Riri Williams / Vasszív és Amadeus Cho / Vas Hulk szerepét, míg David Kaye visszatér a korábbi Marvel-alkotásokból ismert Vízió hangjaként, és Fred Tatasciore a kutya, Gamma hangját adja. 2025 májusában Tony Hale, Vanessa Bayer és Talon Warburton csatlakoztak a szereplőkhöz Ultron, Swarm és az Elnyelő Ember szerepében.

### Zene
A sorozat zenéjét Matthew Margeson szerezte. A Blink-182 tagja, Mark Hoppus szerezte a főcímdalt, amelynek címe „Totally Awesome”. A számot 2025. június 27-én adták ki. A sorozat soundtrackje, hét eredeti dalt tartalmazva, 2025. augusztus 15-én jelent meg.